# Mariano Paredes y Arrillaga
Mariano Paredes y Arrillaga (Città del Messico, 7 gennaio 1797 – Città del Messico, 7 settembre 1849) è stato un militare e politico messicano, 15º presidente del Messico dal gennaio al 28 giugno 1846.

## Biografia
Quinto di nove figli dello spagnolo Francisco Xavier Paredes Fernandez e della messicana Maria Josefa Larrión Arrillaga, Mariano Paredes ebbe la sua formazione primaria a Città del Messico, mentre a 15 anni, nel gennaio 1812, si arruolò nell'esercito reale spagnolo come cadetto di fanteria. Dapprima schierato con l'esercito reale nel corso della guerra d'indipendenza del Messico, in seguito ad un arresto per sospetta infedeltà al re Ferdinando VII di Spagna, passò ai ribelli, supportando la fazione di Agustín de Iturbide, il quale, dopo l'indipendenza del Messico, il 24 agosto 1821, si proclamò imperatore e nominò Paredes colonnello.
Nel 1824 partecipò all'insurrezione repubblicana guidata dal generale Antonio López de Santa Anna contro il governo di Iturbide, salvo poi prenderne le distanze. Tuttavia continuò la sua carriera militare, divenendo comandante generale della regione della Sonora; nell'aprile del 1826 si sposò con una ricca nobildonna messicana, Josefa Cortés, da cui ebbe sette figli. Approfittando del suo comando militare, Paredes partecipò a tutte le insurrezioni e rivolte che si verificarono nell'inquieto Messico della prima metà del XIX secolo.
Prima sostenne Anastasio Bustamante contro il governo del presidente del Messico Vicente Guerrero nel dicembre 1829, da cui ottenne il ministero della Guerra; poi nel 1841 appoggiò il colpo di Stato di Santa Anna contro Bustamante, anche per essersi visto accusato dal presidente di non aver saputo difendere militarmente il Texas appena insorto. Il golpe andò a buon fine e, dopo la brevissima presidenza di Francisco Javier Echevverría, al potere andò Santa Anna, che ricompensò Paredes con il governatorato di Jalisco, carica che mantenne fino al 1843.
Nell'ottobre di quell'anno, infatti, il militare messicano si ribellò al presidente, che stava perdendo l'appoggio di molti settori del Paese, e pose la sua candidatura alla carica presidenziale, ma il Congresso gli preferì José Joaqín de Herrera, nominato presidente il 12 settembre 1844. Quando poi, agli inizi del 1845 la guerra messico-statunitense divenne - nel corso della presidenza di James Knox Polk - imminente, a Paredes fu affidata la difesa del Paese con una forza di 6000 uomini, ma il generale, invece di difendere il confine, si sollevò contro il governo e occupò Città del Messico con le sue truppe nel dicembre del 1845.
Il 31 di dicembre fu proclamato presidente del Messico ad interim da un'assemblea di notabili governativi. Subito dopo, il 1º gennaio 1846 tuttavia lo Yucatán si dichiarò indipendente dal Messico e neutrale nella guerra contro gli Stati Uniti. Paredes affrontò il conflitto prendendovi parte in prima persona, affidando, il 28 giugno 1846, il governo al vicepresidente Nicolás Bravo, ma le truppe messicane furono battute in più occasioni, mentre gli americani conquistarono il Nuovo Messico e la California.
Di fronte a questi insuccessi e alla bancarotta economica del Paese, si formò contro il presidente un'insurrezione militare che lo destituì e affidò la presidenza a José Mariano Salas, il quale fece arrestare e deporre Paredes, invocò il ritorno di Santa Anna e indisse la convocazione di un Congresso costituzionale. Dopo un tentativo di fuga, l'ex - presidente in ottobre fu mandato in esilio in Francia.
Tornò in patria nel febbraio del 1848 per opporsi al trattato di Guadalupe Hidalgo, che vide la pesante sconfitta del Messico, cercò di riprendere il potere, ma il 18 luglio dello stesso anno venne nuovamente arrestato ed esiliato; dopo aver beneficiato dell'amnistia per i prigionieri politici nel 1849, Paredes rientrò definitivamente a Città del Messico, morendo in povertà nel convento in cui era stato confinato, il 7 settembre dello stesso anno, a 52 anni.